# Hermetia comstocki
Hermetia comstocki är en tvåvingeart som beskrevs av Samuel Wendell Williston  1885. Hermetia comstocki ingår i släktet Hermetia och familjen vapenflugor. Inga underarter finns listade i Catalogue of Life.